# Home of the Giants
Pour plus de détails, voir Fiche technique et Distribution.
Home of the Giants est un thriller américain produit en (2006), écrit et dirigé par Rusty Gorman, avec pour acteurs principaux Haley Joel Osment, Ryan Merriman et Danielle Panabaker. Il raconte l'histoire d'un jeune étudiant en journalisme dans l'environnement sportif du basket-ball.

## Synopsis
Comme tout le monde à Riverton dans l'Indiana, le jeune Robert "Gar" Gartland (Haley Joel Osment), âgé de dix-sept ans, aime l'équipe de basket-ball de sa ville, les Giants de Riverton. Son meilleur ami, Matt Morrison (Ryan Merriman), est la vedette de l'équipe. Lorsque Matt persuade Gar à prendre part au vol d'un petit trafiquant de drogue, les choses ne se passent pas comme prévu, et Gar plongé dans une situation désespérée doit sauver l'équipe, le championnat d'état et l'avenir de Matt.
Dans l'Indiana, le basket-ball à l'école secondaire  est un mode de vie. Ce fanatisme sert de toile de fond à une histoire qui explore la pression des pairs, et la différence qu'il doit y avoir entre un ami et un héros. Gar estime que Matt ne peut pas faire d'erreurs. Bien qu'il appuie et encourage les espiègleries de son meilleur ami, Gar de son côté tombe amoureux de Bridgette, une étrangère qui n'accorde pas d'importance au statut de célébrité donné aux joueurs de basket-ball dans sa nouvelle ville…

## Fiche technique
- Réalisation et scénario : Rusty Gorman
- Musique : Michael Suby
- Décors : Julie Briggs
- Photo : Rodney Taylor
- Montage : Dan Schalk
- Producteur : William R. Greenblatt, L. Charles Grimes, Eugene Osment et Dan Schalk
- Distribution : Conquistador Worldwide Media
- Format : 1,85:1 format panoramiques
- Langue : anglais

## Distribution
- Haley Joel Osment : Robert 'Gar' Gartland
- Ryan Merriman : Matt Morrison
- Danielle Panabaker : Bridgette Bachman
- Kenneth Mitchell : Keith Morrison
- Brent Briscoe : Prock

## Distinctions
2008 : nomination au The 2008 Best of the Midwest Awards
- - meilleur réalisateur pour Rusty Gorman
  - meilleur film pour Home of the Giants